# Minuskuł 284
Minuskuł 284 (według numeracji Gregory-Aland), ε 374 (von Soden) – rękopis Nowego Testamentu pisany minuskułą na pergaminie w języku greckim z XIII wieku. Zawiera marginalia. Przechowywany jest w Paryżu.

## Opis rękopisu
Kodeks zawiera tekst czterech Ewangelii, na 254 pergaminowych kartach (19,4 cm na 15 cm).
Tekst rękopisu pisany jest jedną kolumną na stronę, w 22 linijkach na stronę. Nagłówki są zdobione srebrem.
Tekst rękopisu dzielony jest według κεφαλαια (rozdziałów), których numery podano na marginesie. W górnym marginesie umieszczono τιτλοι (tytuły) owych rozdziałów. Ponadto przed każdą z Ewangelii umieszczone zostały listy κεφαλαια (spis treści). W Ewangeliach stosuje również podział według krótszych jednostek – Sekcji Ammoniusza. Sekcje Ammoniusz zostały opatrzone odniesieniami do Kanonów Euzebiusza.
Zawiera noty liturgiczne na marginesach. Późniejszy kompilator dodał księgi liturgiczne z żywotami świętych: synaksarion i menologium.
Oryginalny rękopis nie zawierał tekstu Pericope adulterae (Jan 7,53-8,11), został on dodany w roku 1391 przez późniejszego kompilatora na końcu Ewangelii Jana.

## Tekst
Grecki tekst Ewangelii reprezentuje tekst bizantyński. Aland zaklasyfikował go do Kategorii V. Według Claremont Profile Method, tj. metody wielokrotnych wariantów, reprezentuje standardowy tekst bizantyński w Łk 1; 10; 20. Metodą tą przebadano tylko trzy rozdziały Ewangelii Łukasza.

## Historia
Paleograficznie datowany jest na wiek XIII. Rękopis należał niegdyś do Piotra Stelli (wraz z kodeksem 9).
Rękopis badali Scholz oraz Paulin Martin.
Obecnie przechowywany jest we Francuskiej Bibliotece narodowej (Gr. 93), w Paryżu.
Nie jest cytowany w naukowych wydaniach Novum Testamentum Graece Nestle–Alanda (NA26, NA27).